# Liste der Skulpturen in Cuxhaven
Folgende Skulpturen in Cuxhaven sowie Reliefs und Büsten in Bronze, Stein und Kunststoff gibt es in der Stadt Cuxhaven:

## Liste

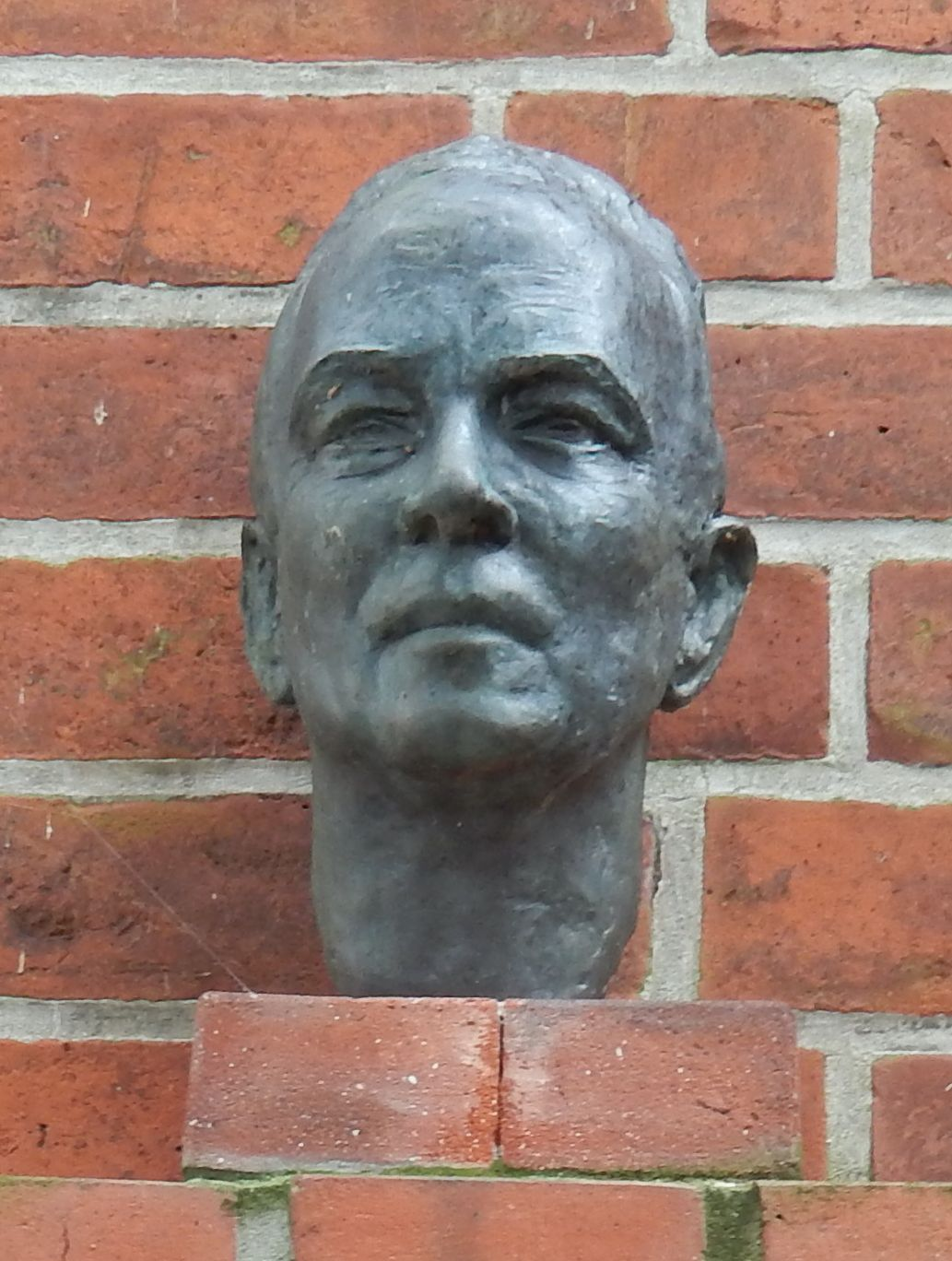
Arno Pötzsch

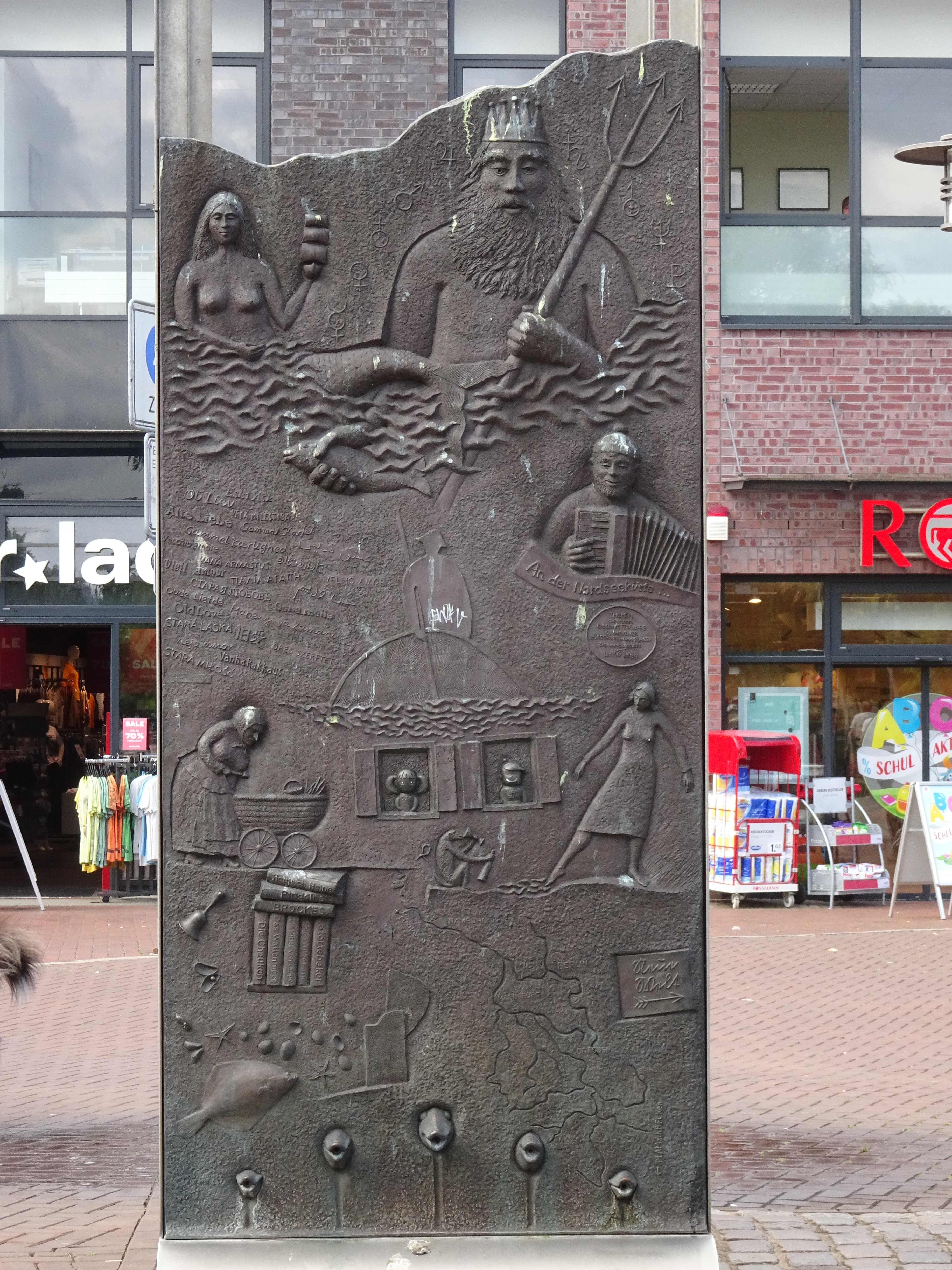
Kaemmererplatz: Skulptur am Brunnen

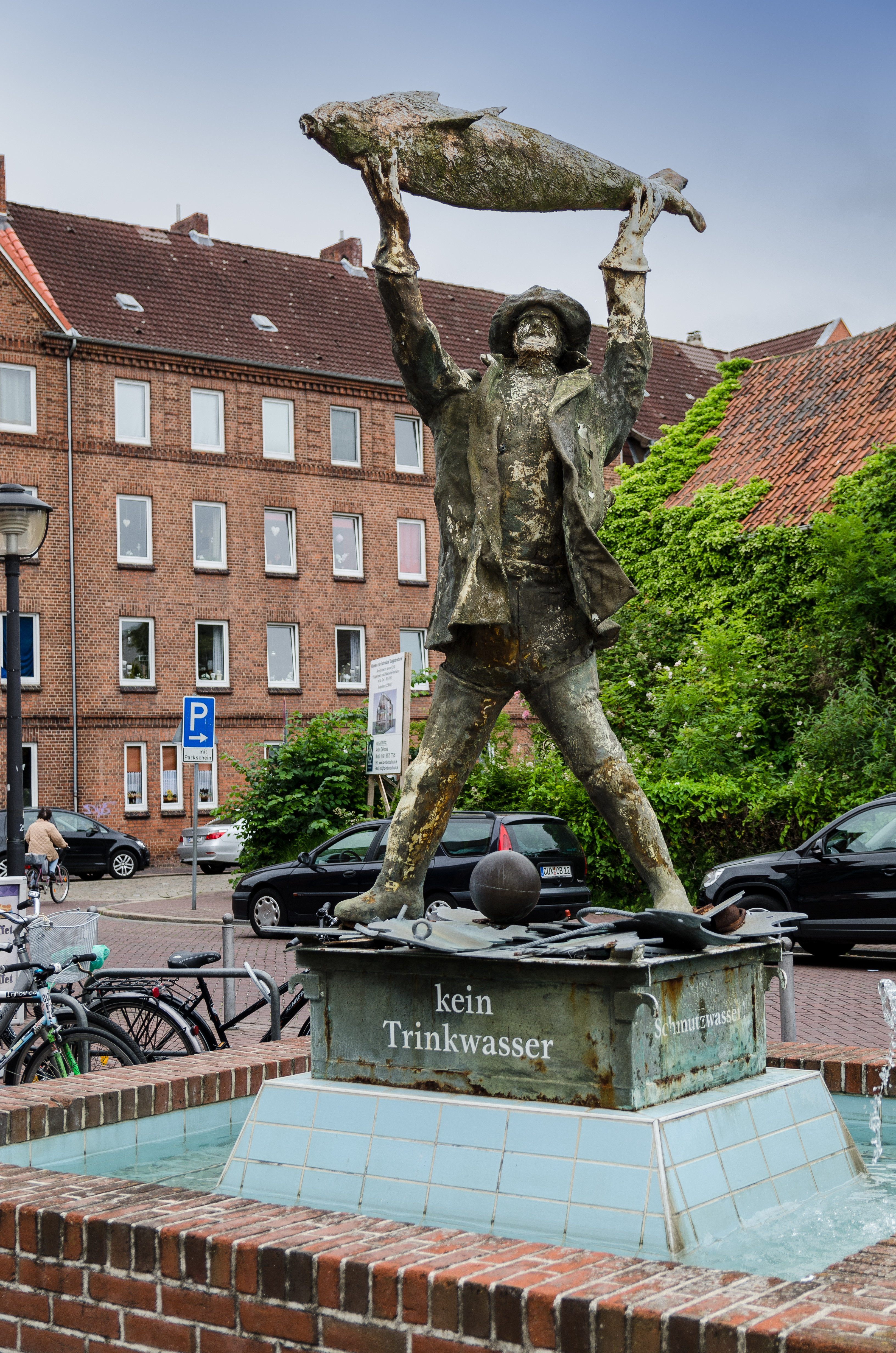
Fischerbrunnen

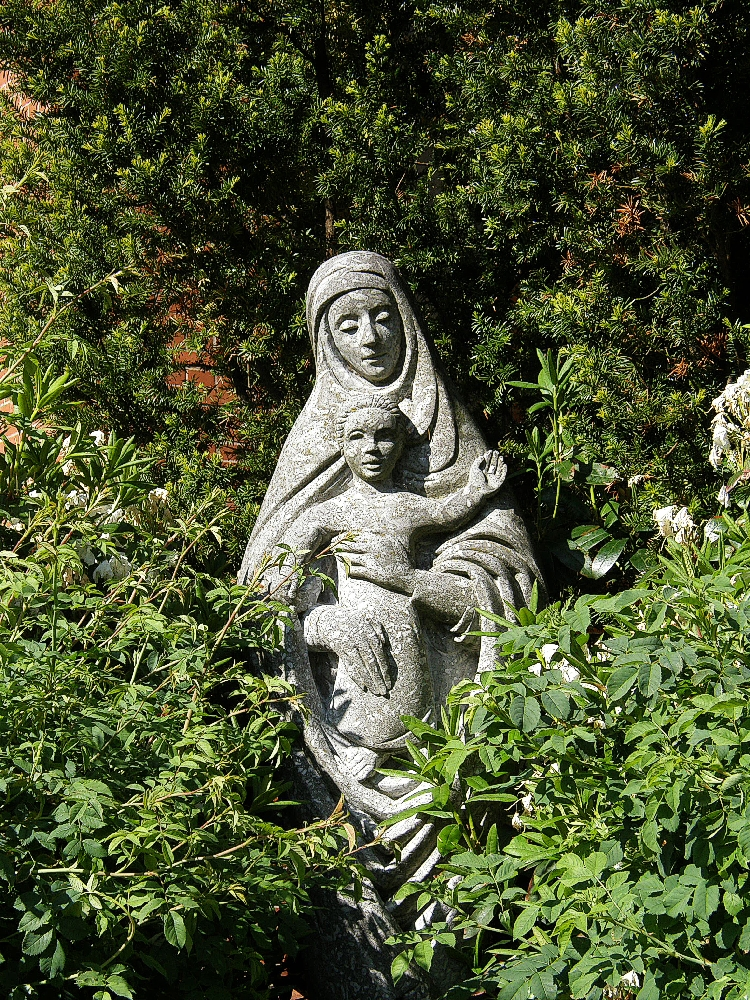
Maria mit Kind

Carsten-Niebuhr-Skulptur

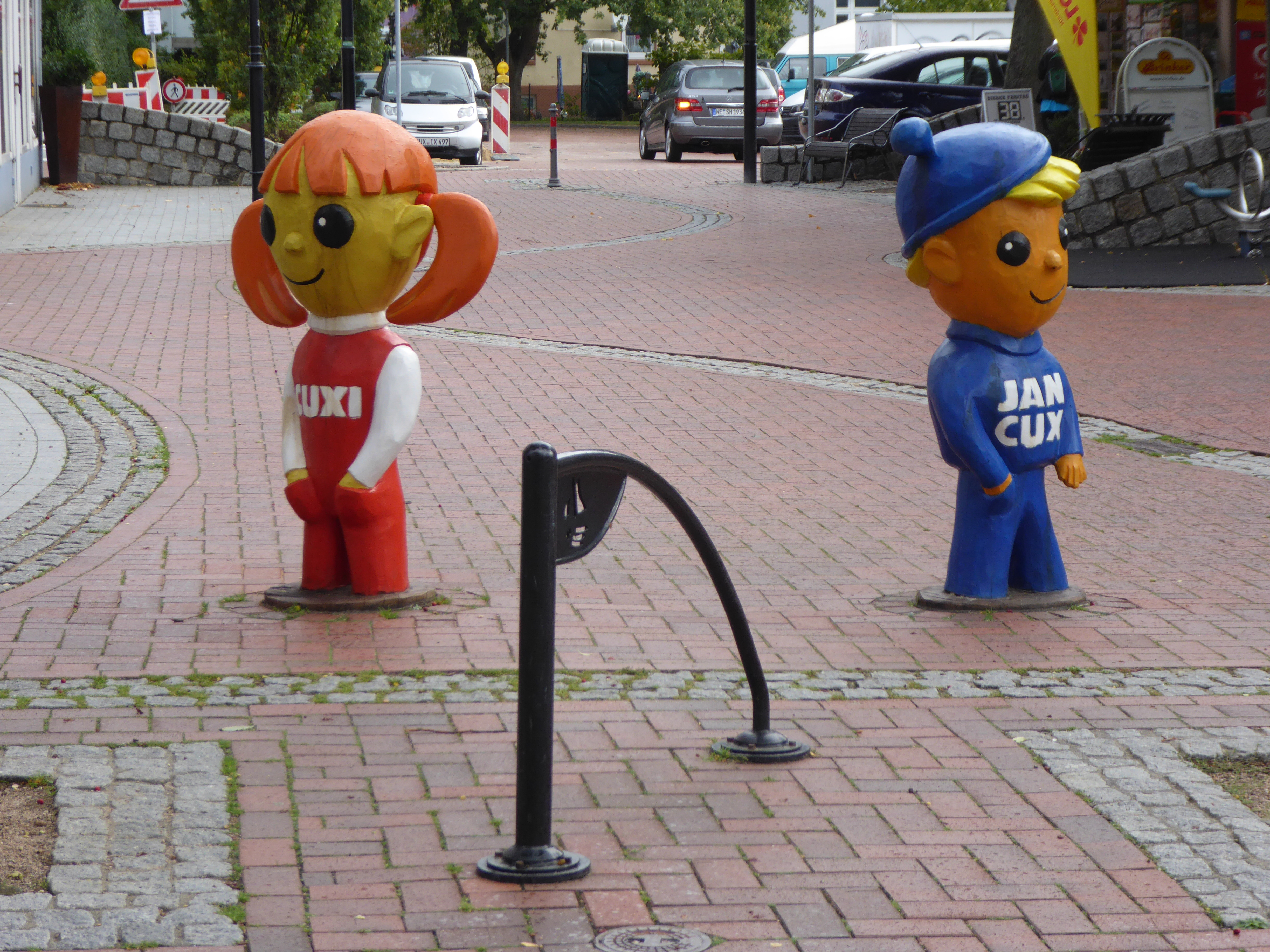
Cuxi und Jan Cux

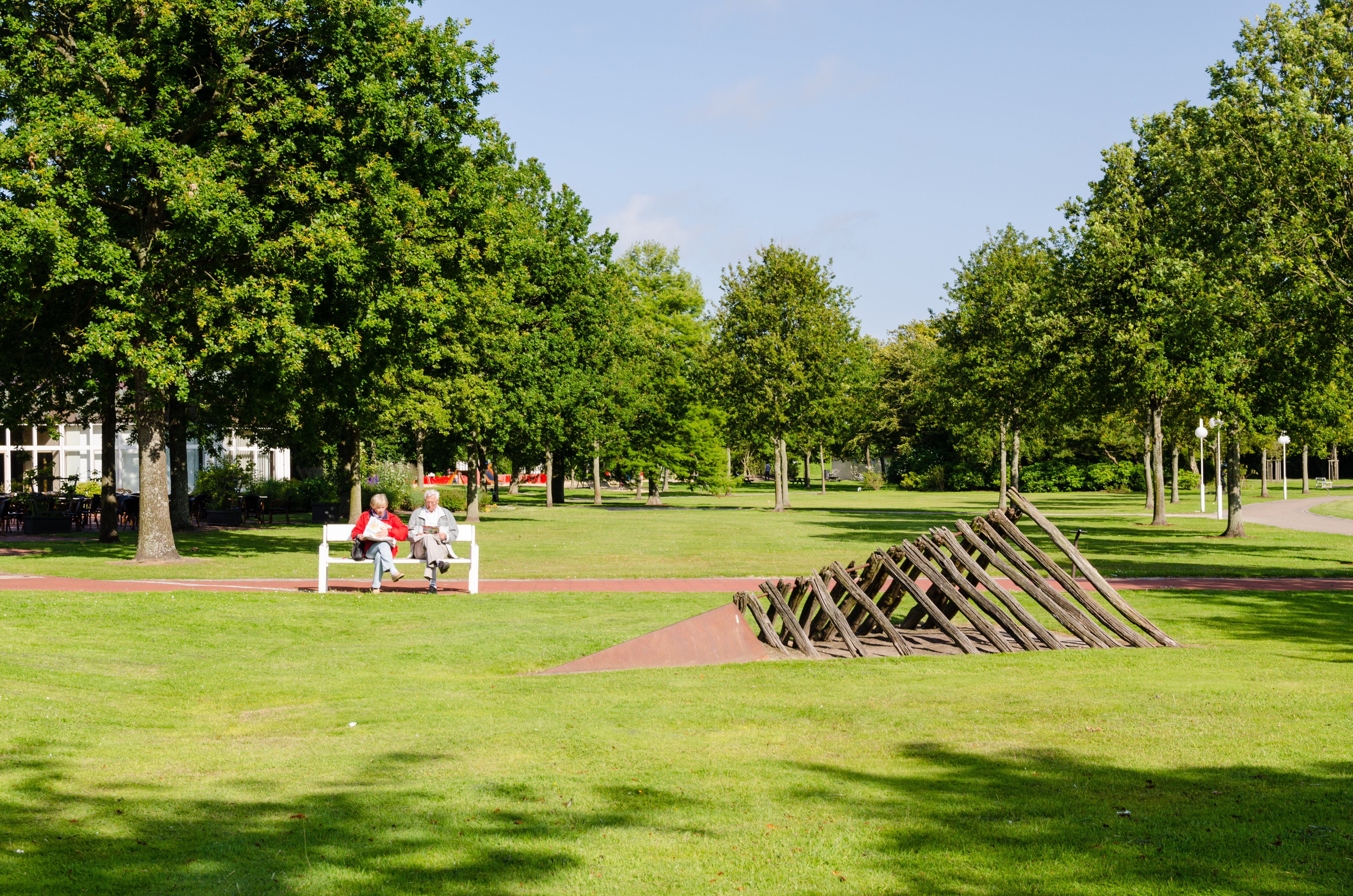
Reuse im Kurpark

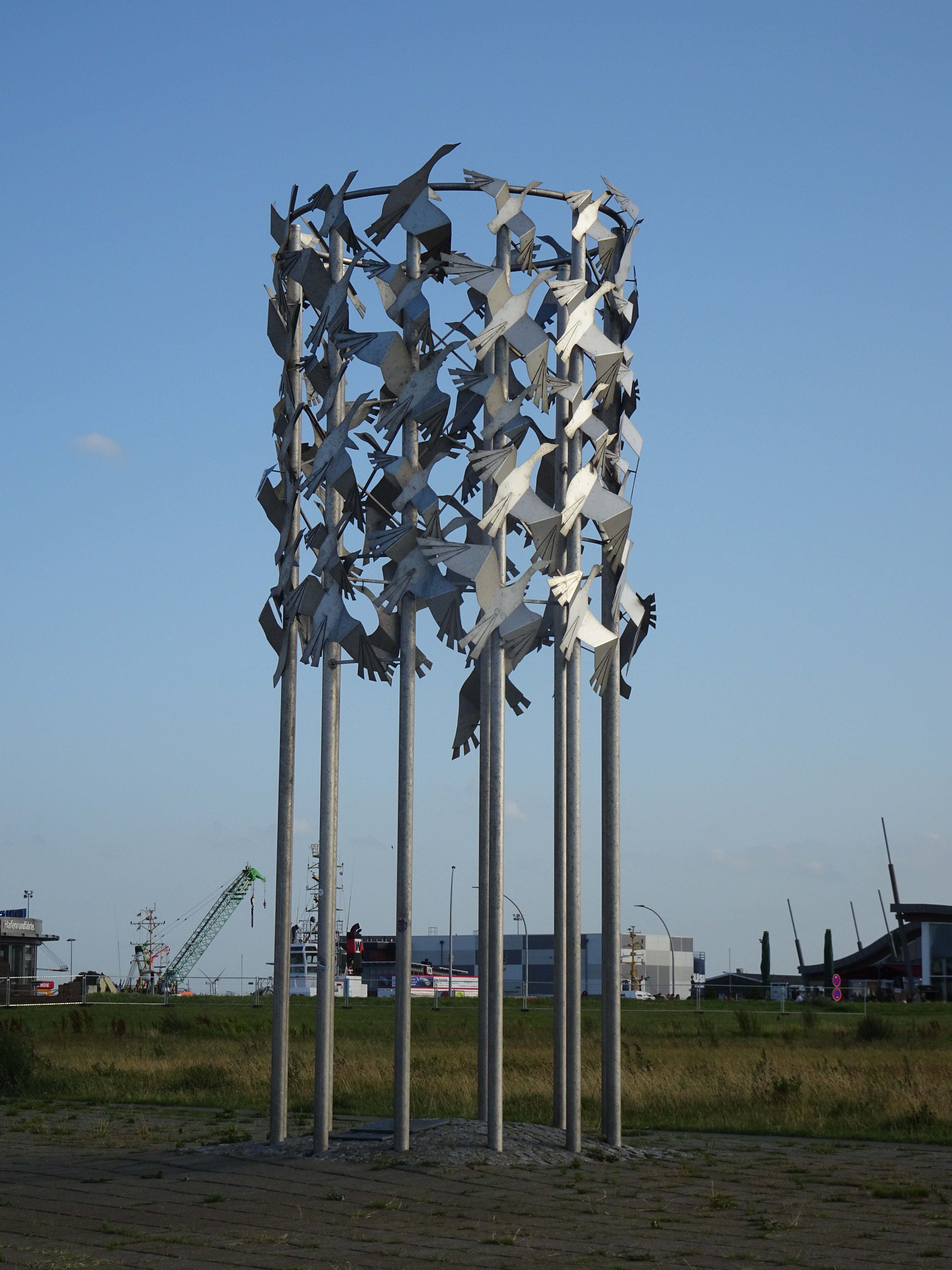
Vogelflug

- Arno-Pötzsch-Büste am Arno-Pötzsch-Platz in Döse
- Barthold-Heinrich-Brockes-Relief im Schlossgarten Ritzebüttel, 1933 von Albert Wöbcke
- Bergbau, Mozartstraße 10 in Döse, von Franz Rotter
- Bildplatten aus Bronze am Brunnen am Kaemmererplatz,  2002 von Diether Heisig
- Carsten-Niebuhr-Skulptur in Lüdingworth, 2004 von Frijo Müller-Belecke
- Charles-Antony-Werner-Relief, Friedhof Ritzebüttel, von 1891
- Die Schöne von der Nordsee (auch Die Schöne aus Niedersachsen), an der Alten Liebe, 2004 von Farouk Dehne
- Faun, Haydnstraße / Lisztstraße, 1966 von Franz Rotter
- Fischer, Neufelder Straße 5, 1920 von Ludwig Kunstmann
- Fischer mit Fisch am Brunnen am City-Center, Segelckestraße
- Flucht, Schneidemühlplatz, 1952 von Franz Rotter, Gedenkstein der Heimatvertrieben
- Fuchs auf heisser Spur, im Kurpark Cuxhaven in Döse, nach 1956 von Peter Lehmann
- Gans und Ganter, im Kurpark von um nach 1956 von Peter Lehmann
- Granitsäulen und Brunnen an der Stadtsparkasse, Rohdestraße/Brunnenplatz
- Jan Cux und Cuxi, Schillerstraße, 1973 von Kurt Moldenhauer und Magda Roos
- Jonathan-Zenneck-Relief am Steinmarner Seedeich, 1956/1992 von Doris von Sengbusch-Eckardt
- Junge, im Museum von Franz Rotter
- Junge und Seehund, im Kurpark Döse von Franz Rotter
- Junger Seehund, im Kurpark von Peter Lehmann
- Krabbenfischer, im Kurpark von Franz Rotter
- Kreisel-Käthe, Kuddel und Jonathan am Duhner Kreisel/Cuxhavener Straße, 2003 von Bärbel Kolberg
- Liegender Knabe aus Beton, Lisztstraße, 1963 von Franz Rotter[3]
- Lovers in Harmony, im Schlossgarten Ritzebüttel, 1999 von Eddy Masaya
- Mädchen, Abendrothschule in der Abendrothstraße 20, 1960 von Karl Wenke
- Mädchen im Wind, am Kaemmererplatz, 1968 von Franz Rotter
- Maria mit Kind, Strichweg 5b in Döse bei der Kirche Herz Jesu
- Maurer, Poststraße / Werner-Kamman-Straße, vor 1929 von Richard Kuöhl
- Reuse im Kurpark, 1982 von Peter Könitz
- Robert-Dohrmann-Relief am	Robert-Dohrmann-Platz in Duhnen, von Doris von Sengbusch-Eckardt
- Schipperjunge auf Seelöwe, 1952 von Franz Rotter
- Schwangere, Schlossgarten Ritzebüttel, 1999 von Gutsa Tapfuma
- Seemann, Neufelder Straße 1, von Richard Kuöhl
- Skulptur im Kurpark Döse von Karl-Ludwig Worch
- Steinkreuz von 2011 als Geschenk der Partnerstadt Vilanova de Arousa, Spanien
- Vannes et sa femme am Vanneter Platz, von 2008, Geschenk der Partnerstadt
- Skulptur Vogelflug, an der Alten Liebe am Axel-Bundsen-Ufer, 2002 von Frijo Müller-Belecke
- Wrackmuseum: Figur am Eingang
- Zeitungsverkäufer, Relief in Mozartstraße 11 in Döse, von Franz Rotter